# 羽陽学園短期大学
羽陽学園短期大学（うようがくえんたんきだいがく、英語: Uyō-Gakuen College）は、山形県天童市大字清池1559に本部を置く日本の私立大学。1965年創立、1982年大学設置。大学の略称は羽陽短大。

## 概観

### 大学全体
- 山形県天童市に所在する日本の私立短期大学で、設置主体は学校法人羽陽学園[1]。
- 旧来の山形保育専門学校を転換する形で、1982年に開学。当初は、学科数1、入学定員100名体制[2]。
- 1990年度より専攻科1専攻を新設、その体制で現在まで維持している。

### 建学の精神（校訓・理念・学是）
- 羽陽学園短期大学における教育理念は「学問の研究を通して真の人間理解を追究すること」となっている[3]。

### 教育および研究
- 羽陽学園短期大学は、幼児教育や福祉に携わる専門家の育成に力をいれている[3]。

### 学風および特色
- 羽陽学園短期大学は、山形幼稚園教員養成所が起源となっていることから幼児教育者の養成において実績がある。元々は、女子のみを対象とした短大だったが男女共学化されている[3]。

## 沿革
- 1965年
  - 4月1日 学校法人羽陽学園が山形市に山形幼稚園教諭養成所[4]を創設。内容は以下の通り[5]。
    - 第一部 入学定員40名
    - 第二部 入学定員40名
- 1966年 山形保育専門学校に名称変更
- 1982年
  - 1月16日 左記を以て文部省[注釈 1]より短期大学の設置が認可される[注釈 2]
  - 4月1日 羽陽学園短期大学が以下の学科体制にて開学する[8]。
    - 幼児教育科 入学定員女子100

  - 5月1日 学科数[9]/定員
    - 幼児教育科 女130/100
- 1984年 障害児保育研究センターを付置。
- 1987年
  - 4月1日 男女共学制へ移行。
  - 5月1日 学生数[10]/定員
    - 幼児教育科 204[注釈 3]
- 1990年
  - 4月1日 専攻科福祉専攻開設、入学定員20名、修業年限1年[11]。介護福祉士養成施設となる。
- 1996年
  - 4月1日 専攻科福祉専攻の定員を35名に変更[12]。
- 1999年
  - 4月1日 山形県の指定を受けホームヘルパーの養成を開始。
  - 5月1日 学生数[13]/定員
    - 幼児教育科 287[注釈 4]

## 基礎データ

### 所在地
- 山形県天童市大字清池1559

### 交通アクセス
- JR奥羽本線 高擶駅下車。

## 教育および研究

### 組織

#### 学科
- 幼児教育科
  - 幼児教育コース
  - 福祉コース

#### 専攻科
- 福祉専攻：入学には保育士資格が必要。

#### 別科
- なし

##### 取得資格について[3]
資格
- 保育士資格：幼児教育科にて取得できる。
- 介護福祉士：専攻科福祉専攻にて取得できる。

教職課程
- 幼稚園教諭二種免許状：幼児教育科にて取得。

#### 附属機関
- 附属図書館
- 障害児保育研究センター

### 研究
- 『羽陽学園短期大学紀要』[14]
- 『羽陽学園短期大学障害児保育研究センター活動報告書 平成７年度（通巻６号）』[15]

## 学生生活

### 部活動・クラブ活動・サークル活動
- 羽陽学園短期大学のクラブ活動（一部）
  - 体育系：バレーボール・バスケットボール・テニス・バドミントン・ダンスほか
  - 文化系：茶道・華道ほか

### 学園祭
- 羽陽学園短期大学の学園祭は毎年、概ね11月に行われている。

## 施設

### キャンパス
- 本館
- 1号館
- 2号館
- 3号館
- 4号館
- テニスコート
- グラウンド

## 卒業後の進路について

### 就職について
- 幼児教育科：保育所や幼稚園・児童福祉施設などの専門職に就く人が多い傾向にある。

専攻科福祉専攻
- 高齢者福祉施設が大半となっている。老人福祉施設や老人保健施設のほか、児童福祉施設に就職するもの、本科在籍中に取得した教員免許を活かして幼稚園へ就職する人もいる。

### 編入学・進学実績
- これまでの実績では東北福祉大学・東海大学・羽陽学園短期大学、いわき短期大学、青森中央短期大学、尚絅大学短期大学部などの各専攻科がある。

## 附属学校
- 羽陽学園短期大学附属たかだま幼稚園
- 羽陽学園短期大学附属鈴川幼稚園
- 羽陽学園短期大学附属鈴川第二幼稚園
- 羽陽学園短期大学附属大宝幼稚園

## 対外関係

### 他大学との協定

#### 国内大学
- 放送大学[16]